# Wiatrak w Krugle
Wiatrak w Krugle – drewniany wiatrak, który był zlokalizowany w miejscowości Krugło w powiecie sokólskim. Zniszczony w drugiej połowie XX wieku.

## Historia
Obiekt powstał w 1947 i był prawdopodobnie jedynym w Polsce wiatrakiem zawieszonym na pionowo wkopanym w ziemię słupie. W części naziemnej słup przechodził w podłogę pierwszej kondygnacji i za pomocą kolistego czopa łączył się z poziomą belką mączną, na której spoczywała cała bryła budynku wraz ze skrzydłami i łożami dla kamieni młyńskich. Wiatrak można było obracać i ustawiać korzystnie względem wiatru. Dwie pary skrzydeł (w 1989 istniały już tylko resztki jednego) pokryte były cienkimi dranicami i przekazywały energie na wał skrzydłowy, koło palczaste i drugi, pionowy wał napędzający górny kamień młyński. Obiekt był eksploatowany do 1963, a potem popadł w ruinę.